# Bahattin Topal
Bahattin Topal (ur. 29 marca 1942 w Erzurum) – turecki narciarz alpejski, dwukrotny uczestnik igrzysk olimpijskich.
Dwukrotnie wziął udział w zimowych igrzyskach olimpijskich. W 1964 roku na igrzyskach w Innsbrucku zajął 46. miejsce w slalomie, a cztery lata później na igrzyskach w Grenoble wystąpił w zjeździe, lecz nie ukończył pierwszego przejazdu i nie został sklasyfikowany.